# Tremor Christ
"Tremor Christ" is een nummer van de Amerikaanse rockband Pearl Jam en afkomstig van het derde album van de band: Vitalogy uit 1994. Net zoals alle andere nummers op het album is de tekst geschreven door zanger Eddie Vedder.
Vedder zei over de opname van het nummer: “We hebben Tremor Christ heel snel opgenomen, tijdens een avond in New Orleans. En ik herinner me hoe die avond was: hoe de lichten werden gedimd, ik kan me de kamer nog herinneren. En daarom houd ik van het nummer”. Gitarist Mike McCready noemt het “een vreemd nummer”.
Tremor Christ werd in november 1993 voor het eerst live gespeeld en is sindsdien regelmatig live gespeeld, vooral tijdens optredens in de jaren’90. In de periode 2003 – 2009 is Tremor Christ slechts zes keer live gespeeld.
In teksten van Pearl Jam is water vaak een metafoor. In het nummer Tremor Christ komen de woorden “zeeman”, “kust" en “verdrinken” voor. Het meest duidelijk komt water naar voren met “The smallest oceans still get...big, big waves...”.
De tekst van Tremor Christ is op meerdere manieren te interpreteren. Een tremor is een voortdurende schudbeweging van één of meer lichaamsdelen en wordt veroorzaakt door een onwillekeurige contractie van spieren. In het nummer lijkt sprake te zijn van een verslaving aan drugs, alcohol of het geloof met een tremor als mogelijk gevolg. Omdat een tremor meestal bij ouderen voorkomt, en Christus in de titelnaam voorkomt, kan er een verwijzing bestaan naar het boek The Old Man and the Sea. Aan dit boek wordt een religieuze context toegeschreven.